# حوريون
الحوريون أو الهوريون كانوا من سكان الشرق الأدنى من العصر البرونزي. ومتحدثي اللغات الحورو-أورارتية تسمى اللغة الحورية وعاشوا في الأناضول وسوريا وشمال بلاد ما بين النهرين. كانت مملكة ميتاني أكبر أمة حورية وأكثرها نفوذاً، وغالبًا تكون الطبقة الحاكمة فيها من المتحدثين لغات هندوإيرانية. شمل سكان الإمبراطورية الحثية الناطقة باللغة الهندية الأوروبية في الأناضول عددًا كبيرًا من الحوريين، كما هناك تأثير حوري كبير في الأساطير الحيثية. بحلول العصر الحديدي المبكر، كان الحوريون قد اندمجوا مع شعوب أخرى. الكرد والأرمن الحاليون هم مزيج من المجموعات الهندوأوروبية مع الحوريين والأورارتيين.

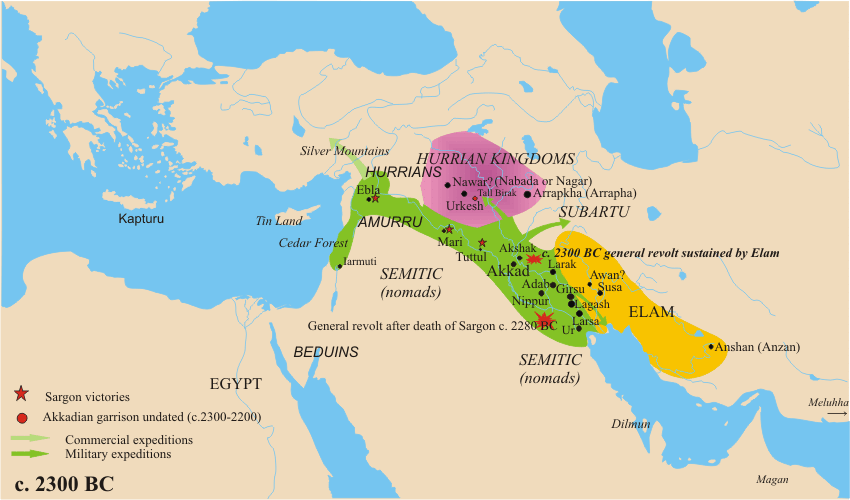
المساحة التقريبية للاستيطان الحوري في العصر البرونزي المتوسط موضحة باللون الأرجواني.

أسسوا عددا من الإمارات في أجزاء من آسيا الصغرى دون أن ينظموا مملكة موحدة، وقد تمكن الحوريون من منتصف الألف الثانية قبل الميلاد من تأسيس مركز مهم في شمال سوريا خاصة في إقليم البليخ والخابور (خابور الفرات)، واتخذوا هناك بلدة واشوكاني عاصمة لهم، وكان مركزهم الرئيس في العراق في أررابخا (كركوك حاليا) وكانت لهم مدينة مهمة جوار كركوك تسمى نوزي تقع اليوم في تل يورغان نبه على بعد حوالي ثمانية أميال إلى الجنوب الشرقي من كركوك، ولم يمض وقت طويل حتى تمكنوا من تكوين مملكة قوية عرفت باسم ميتاني تمتد من كركميش من الفرات إلى جوار نهر دجلة الأعلى وتضم إقليم أرانجا شرقي دجلة، وقد ثبت وجود الحوريين في القرن 15 ق م في فينيقية وفي فلسطين.

## تاريخ
الاسم حوري (هوري) يرد في سجلات نينوى، وكذلك في رسائل تل العمارنة (القرن الرابع عشر قبل الميلاد) برسالة من الملك الحوري (الهوري) شوتارنا الثاني (Shuttarna II) ملك ميتاني إلى الملك المصري امنحوتب الثالث (Amenophis III) وقد اصطدم الحوريون مع المصريين وذلك عندما لاحق تحتمس الثالث (1504 - 1450 ق. م) الهكسوس في سوريا للقضاء على مراكزهم فيها فنشبت حرب بين الحوريين وجيش تحتمس سنة 1457 ق.م وكان النصر للمصريين ثم تحسنت العلاقات الساسية بين الحوريين والمصريين في عهد امنحوتب الثالث وفي عهد امنحوتب الرابع وبدأ النفوذ المصري يتقلص تدريجيا في سورية فهجم الحوثييون بزعامة ملكهم شوبيلوليوما وأخضعوهم، وفي نفس الوقت اغتنم الملك آشور أوباليط الأول ملك آشور (1365 - 1330 ق.م) هذه الفرصة فهجم هو الآخر على الميتانيين واسترجع منهم الأراضي الآشورية التي كانوا قد استولوا عليها.
لعب الحوريون دوراً في نقل وتعميم الحضارة السومرية-الأكادية التي تأثروا بها، في أرجاء المشرق، وذلك من خلال حروبهم التي استخدموا بها العربات الحربية التي تجرها الخيول في بدايات القرن الثامن عشر قبل الميلاد، مع جيرانهم الحيثيون في الغرب وفي وسط سوريا حيث جعلوا لهم مستقر في مدينة حاصور التي ستصبح أكبر مدن فلسطين بين القرنين الـ 13 والـ 15 ق.م
في القرن الـ 16 ق.م نشأت المملكة الميتانية في شمال الهلال الخصيب بين الفرات ودجلة منطقة الجزيرة السورية، بعاصمتها (واشوكاني) والتي هي تل الفخيرية شمال سوريا، وشكل الحوريون في فترة ازدهارها على الأقل الطبقة الحاكمة وقد ورد في المدونات الآشورية أن أداد نيراري الأول غزا بلاد ميتاني سنة 1300 قبل الميلاد وتغلغل في أراضيهم حتى الفرات ودمر عاصمتهم واشوكاني كما ورد أيضا أن شلمنصر الأول استولى على ميتاني سنة 1276 ق.م وضمها إلى الدولة الآشورية.

## لغة حورية
اللغة الحورية هي الفرع الناني المعروف من اللغات الحورو-أورارتية ، وهي لا تنتمي لا إلى اللغات السامية ولا إلى اللغات الهندية الأوروبية، وهي قريبة للغة أورارتو وإن يكن هناك بعض التشابه مع الأوغاريتية على الساحل السوري إلا أنها تصنف عادة مع مجموعة اللغات القوقازية الشمالية وخاصة لغة ويناخية ما يضم ثلاث اقوام كالشيشان انغوشيا وباسبيس وقد كانت تكتب بحروف مسمارية متنوعة أكثرها بالحروف المسمارية الآكدية القديمة وهذه الخصائص جعلت علماء اللغة يردون صلتها ليس بلغة الاوراتوا القديمة بل باللغات الجورجية الحديثة وما يتبعها من اللغات القفقاسية.

## مجتمع
انتشر الحوريون في المنطقة المشرقية عامة واندمجوا بسكان المنطقة دون أن يشكلوا جماعة مستقلة، مما يصعب عملية تتبع أثرهم، وأن يكن وجود أسماء حورية في الكثير من المواقع المنقبة، يدل على وجودهم.
كما تميز الحوريون باستخدامهم الخيول بكثافة، ومعرفتهم الواسعة في ترويضها.

## مواقع أثرية
أوركيش
نوزي